# TV Venezuela

Logo de TV Venezuela

TV Venezuela est une chaîne de télévision vénézuélienne à vocation internationale. Coentreprise entre la société de radio-télévision publique Corporación Venezolana de Radiodifusión et plusieurs chaînes de télévision privées, elle reprend une sélection des principales chaînes nationales. Sa grille des programmes est celle d'une chaîne généraliste, et mêle informations, débats, variétés et émissions de divertissement. 
TV Venezuela a pour vocation de servir de lien entre la diaspora vénézuélienne et la mère-patrie. Elle n'est disponible qu'aux États-Unis (réseaux câblés et bouquet satellite DirectTV). 
Les premiers tests de cette télévision vénézuélienne internationale interviennent le 19 avril 2010 (Commémoration de la déclaration d'indépendance). La chaîne diffuse alors une programmation à dominante musicale. Les émissions régulières débutent le 5 juillet 2010, avec la retransmission en direct du discours du président Hugo Chávez, à l'occasion du jour de l'indépendance.